# Об'єднана авіабудівна корпорація
ВАТ «Об'єднана авіабудівна корпорація» (ОАК, ВАТ «ОАК») — російська авіабудівна компанія, що об'єднує найбільші авіабудівні підприємства Росії. Зареєстрована 20 листопада 2006 року. Голова корпорації — М.А. Погосян. Корпорація створена з метою збереження та розвитку науково-виробничого потенціалу авіабудівного комплексу Росії.

## Склад та етапи формування
У 2006 р. статутний капітал ОАК сформований пакетами акцій:
- ВАТ «Авіаційна холдингова компанія» Сухий" — 100 %;
- ВАТ «Зовнішньоекономічне об'єднання» Авіаекспорт" — 15 %;
- ВАТ «Ільюшин Фінанс Ко.» — 38 %;
- ВАТ «Комсомольське-на-Амурі авіаційне виробниче об'єднання імені Ю. А. Гагаріна» — 25,5 %;
- ВАТ «Міждержавна авіабудівна компанія» Ільюшин" — 86 %;
- ВАТ «Нижньогородський авіабудівний завод» Сокіл" — 38 %;
- ВАТ «Новосибірське авіаційне виробниче об'єднання імені В. П. Чкалова» — 25,5 %;
- ВАТ «Туполєв» — 90,8 %;
- ВАТ «Фінансова лізингова компанія» — 58 %;
- ВАТ «Науково-виробнича корпорація» Іркут" — 38,2 %.

## Цікаві факти
- Розроблений ОАК російський літак «Sukhoi Superjet 100» позиціювався як вбивця Боїнг та Ейрбас, але критиками розглядається як убивця російського авіапрому. Новий літак МС-21 також розглядається як убивця Боїнг та Ейрбас[7].

## Санкції
8 жовтня 2024 року корпорація була додана до Українського санкційного списку терміном на 10 років.